# La Balance – Der Verrat
La Balance – Der Verrat ist ein französischer Polizeifilm von Bob Swaim aus dem Jahr 1982.

## Handlung
Inspektor Palouzi, der Leiter einer Spezialeinheit der Polizei in Zivil im Pariser Stadtteil Belleville, ist entschlossen, den Gangsterboss Massina zur Strecke zu bringen. Als sein Spitzel (im Argot als „balance“ bezeichnet) ermordet wird, setzt er Dédé, einen solide gewordenen ehemaligen Gangster und dessen Freundin Nicole, eine Prostituierte, massiv unter Druck, um die beiden als neue Spitzel auf Massina anzusetzen. Palouzis Plan Versuch, mit ihrer Hilfe den Gangster überführen und verhaften zu können, läuft jedoch aus dem Ruder, und es kommt mitten auf einer belebten Straßenkreuzung zu einer Schießerei zwischen Polizei und Gangstern mit Opfern unter den unbeteiligten Passanten.

## Hintergrund
Der Film stellt auf eine zum Zeitpunkt seines Erscheinens im französischen Film neue halbdokumentarische Art die Arbeit der Polizei und manche ihrer Ermittlungsmethoden am Rande der Legalität (Nötigung, Körperverletzung) dar. Er zeichnet eine brutale und erbarmungslose Realität und die Bedeutung der Denunziation für das französische Polizeisystem.
La Balance – Der Verrat hat einer Generation junger französischer Schauspieler den Weg zum Erfolg geebnet: Nathalie Baye, Philippe Léotard, Tchéky Karyo und Richard Berry.

## Kritik
Für das Lexikon des internationalen Films war La Balance – Der Verrat ein „[t]emporeicher Polizeifilm, der sich weder formal noch inhaltlich um Distanz zum Dargestellten bemüht und damit den Eindruck erweckt, er akzeptiere Gewalt als legitime Form der Rechtsdurchsetzung.“
Das Berliner Stadtmagazin Tip beurteilte den Film bei seinem Erscheinen sehr negativ, unter anderem mit der Begründung, er sei rassistisch und klischeehaft. Der Schriftsteller Jörg Fauser, damals Kolumnist bei Tip, wollte dem eine positive Besprechung entgegensetzen. Als der Herausgeber des Magazins dies verhinderte, nahm Fauser das zum Anlass, die Mitarbeit bei Tip zu beenden.
Für den Filmhistoriker Hans Gerhold bietet der Film „kein Hohelied auf die Polizei, sondern die Darstellung selbstgefälligen Zynismus“. Letztlich hinterlasse er trotz aller Authentizität und atmosphärischen Stimmigkeit einen zwiespältigen Eindruck.

## Auszeichnungen
Der Film wurde 1983 mit drei Césars in den Kategorien Bester Film, Bester Hauptdarsteller (Philippe Léotard) und Beste Hauptdarstellerin (Nathalie Baye) ausgezeichnet. Weitere Nominierungen für den französischen Filmpreis gab es in den Kategorien Beste Regie, Bestes Originaldrehbuch und Bester Nachwuchsdarsteller (Jean-Paul Comart und Tchéky Karyo).